# Kastanozem

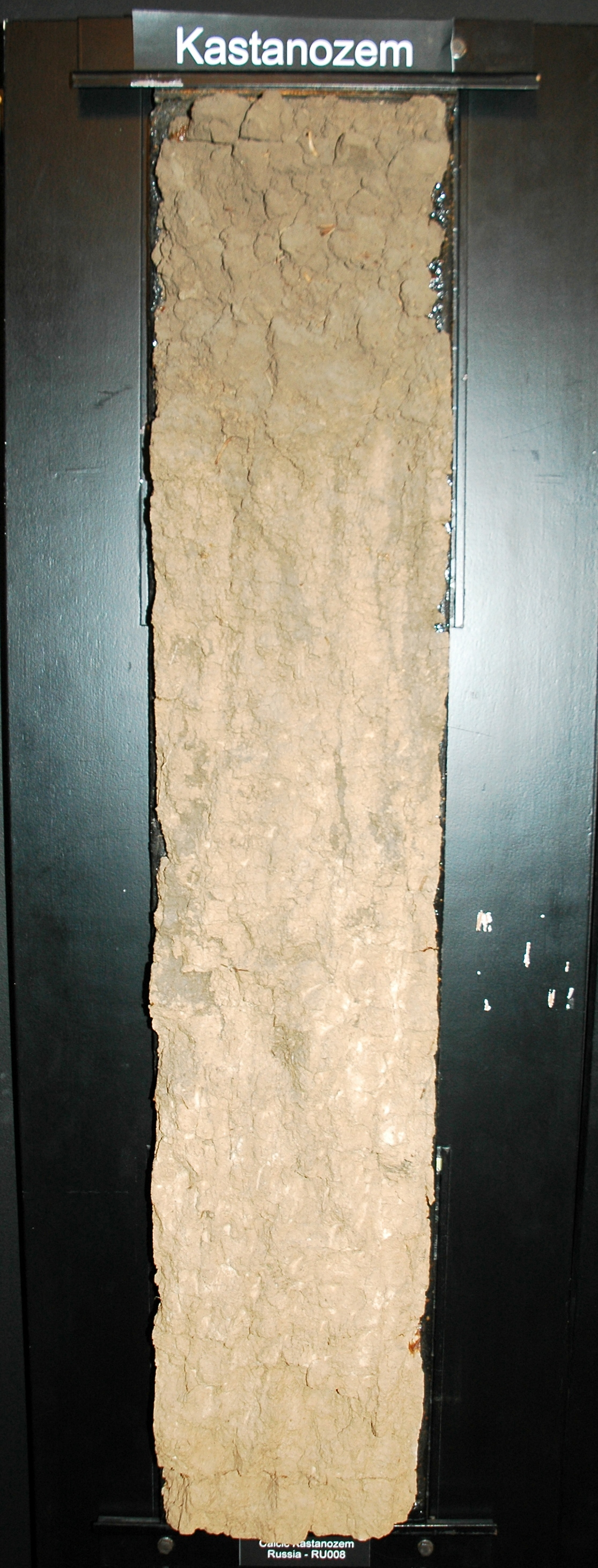
Perfil d'un sòl Kastanozem càlcic

Kastanozems és un dels 32 grups de sòls del sistema de classificació Base de Referència Mundial pels Recursos del Sòl.
El seu nom deriva del rus 'каштановые почвы', on 'каштановые' és un to marró derivat de la paraula "каштан" (kashtan), "castanya" i es refereix al seu color.
Aquests tipus de sòls són més brillants que els Txernozems, i estan emparentats amb els mol·lisols en la USDA soil taxonomy. Són rics en humus i originàriament estan coberts per praderies, la qual produeix una capa superficial característica de color marró d'una fondària d'un metre. Tenen un alt nivell relatiu d'ions de calci unit a les partícules del sòl i poden tenir un horitzó petrocàlcic de 25 a 100 cm de gruix.
Es troben en zones relativament seques amb una pluviometria mitjana d'entre 200 i 450 litres.